# América Futebol Clube (Sergipe)
El América Futebol Clube, conocido popularmente como América Propriá o América Sergipe, es un equipo de fútbol de Brasil que juega en el Campeonato Sergipano, la primera división del estado de Sergipe.

## Historia
Fue fundado el 8 de agosto de 1942 en el municipio de Propriá del estado de Sergipe por un grupo de disidentes del Esporte Clube Propriá. El nombre del club se basó en el America RJ de Río de Janeiro, pero no tomó sus colores y más bien fuero tomados de otro club del Río de Janeiro, el Fluminense FC.
Fue hasta el año 1960 que el club se vuelve profesional y participa en los torneos estatales. En 1965 llega a la final del Campeonato Sergipano pero pierde ante el Confiança. Un año después cobra venganza de la derrota en la temporada anterior, vence al Confiança y es campeón estatal por primera vez. Gracias a su primer título estatal participa en el Campeonato Brasileño de Serie A de 1966, entonces conocido como Trofeo Brasil, su primera participación en una competición a escala nacional y en la primera división de Brasil.
En su primera aparición en la primera división nacional fue eliminado en la primera ronda al terminar en tercer lugar del grupo noreste entre cuatro equipos, donde el clasificado fue el Treze Futebol Clube del estado de Paraíba, finalizando en el puesto 16 entre 21 equipos.
Pasaron 41 años para que el club volviera a ser campeón estatal, venciendo en esta ocasión al AO Itabaiana en el último partido de la cuadrangular final, obteniendo por primera vez la clasificación al Campeonato Brasileño de Serie C de ese año, lo que marcaría el regreso del club a una competición nacional en 40 años.
En su participación en la tercera división nacional sería eliminado en la primera ronda al terminar en tercer lugar de su zona solo superando al AS Arapiraquense del estado de Alagoas, finalizando en el lugar 57 entre 64 equipos.

## Rivalidades
El principal rival del club es el Esporte Clube Propriá, equipo del mismo municipio y que fue formado por un grupo de disidentes descontentos del Esporte Clube. El partido es conocido como Clásico de Ribeirinha.

## Palmarés
- Campeonato Sergipano: 2

1966, 2007
- Sergipano Serie A2: 2

2006, 2012
- Torneo Inicio de Sergipe: 1

1965
- Copa Banese de Campeones: 1

2007

## Jugadores

### Jugadores destacados
- Alan Dinamite
- Simas Marcenerio